# حرف‌های مادر را رد نکنید
حرف‌های مادر را رد نکنید (به تامیلی: Thai Sollai Thattathe) و (به انگلیسی: Don't Reject Mother's Words) فیلمی هندی محصول سال ۱۹۶۱ و به کارگردانی ام. ای تریموگام است. در این فیلم بازیگرانی همچون ماروتور راماچاندران و بی. ساروجا دوی ایفای نقش کرده‌اند.